# 默雷恩嶺
72°18′S 168°3′E / 72.300°S 168.050°E
默雷恩嶺（英語：Moraine Ridge）是南極洲的山嶺，位於維多利亞地的博克格雷溫克海岸，屬於製圖師山脈的一部分，由新西蘭的探險隊命名，現時由南極條約體系管理。

## 外部連結
. . United States Geological Survey.   [2013-11-06].